# Bogenfries

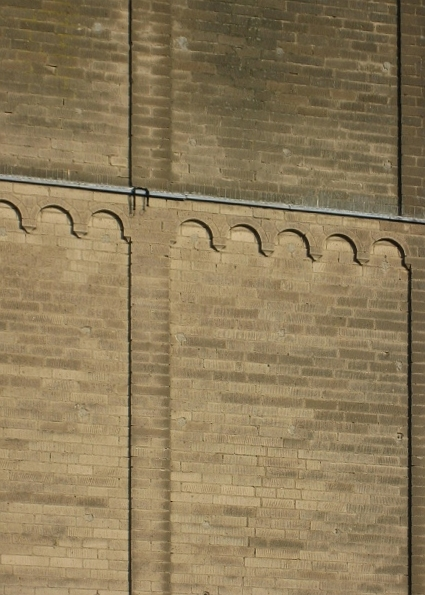
Rundbogenfries mit Lisene an der Natursteinfassade von Alt-Sankt-Martin in Kaarst (um 1150)

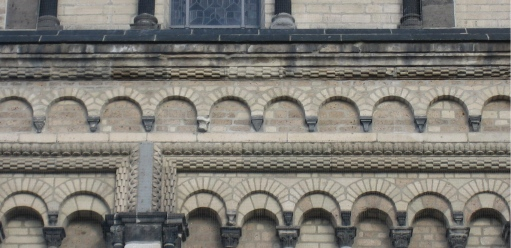
Doppelter Bogenfries an der Fassade des Quirinus-Münsters in Neuss (um 1230)

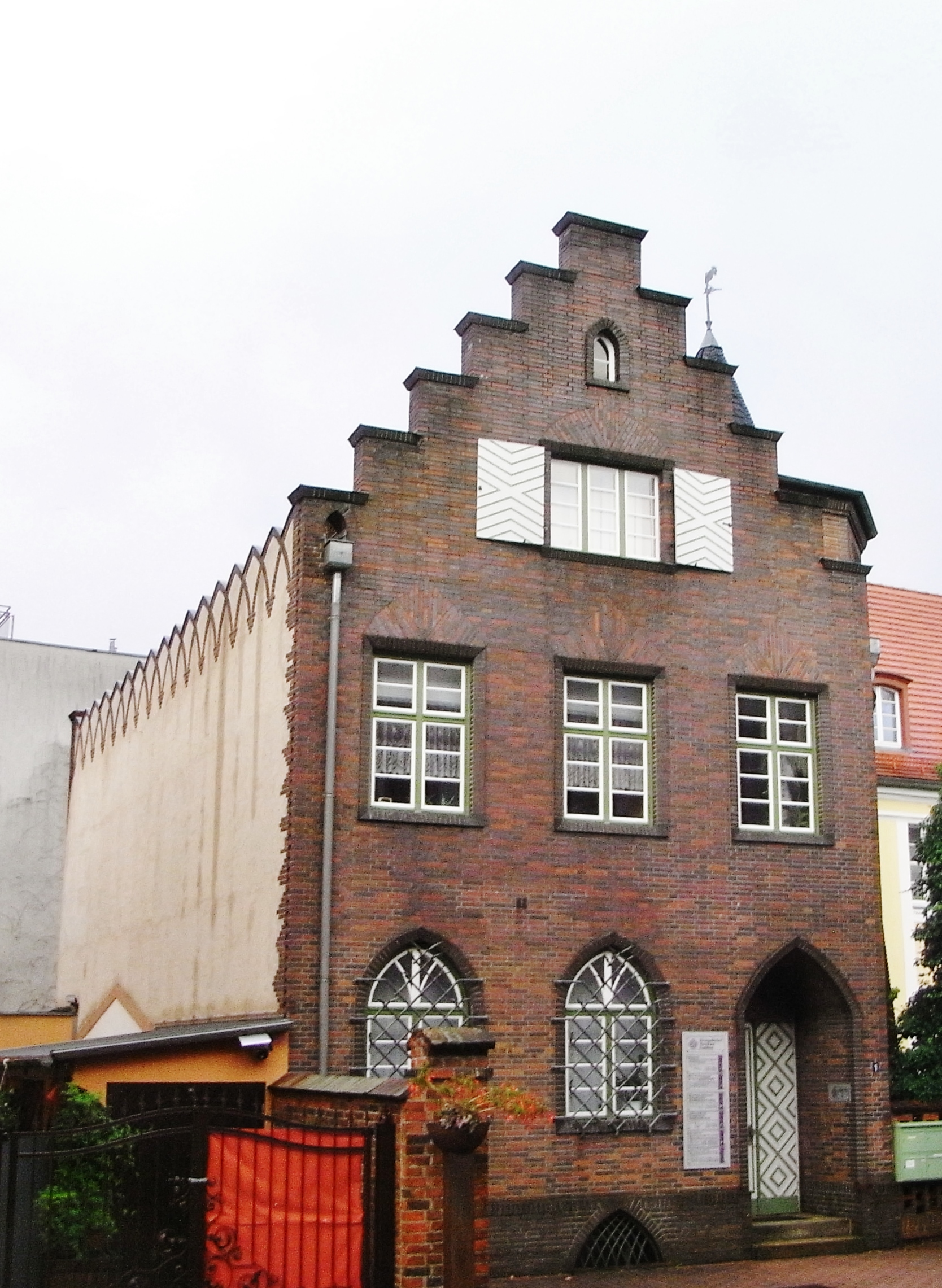
Spitzbogenfries als oberer Abschluss der Nordseite des Pfarrhauses in der Gertraudtenstraße 1, Cottbus

Der Bogenfries (meist Rundbogenfries; seltener Spitzbogenfries) ist ein Ornament in der Baukunst und gilt als eine typisch mittelalterliche Erscheinungsform des Frieses. Er besteht aus aneinander gereihten Halbkreisbögen, deren Schenkel auf kleinen Konsolen aufliegen können. Dieser Friesstreifen diente meist als oberer Abschluss (eines Abschnitts) der Außenwand oder aber zur Belebung und Strukturierung der Fassade und wurde regelmäßig mit Lisenen kombiniert.

## Geschichte und Verbreitung
Vorläufer der Bogenfriese finden sich in der byzantinischen Architektur (so z. B. in den Blendbogenreihen am Mausoleum der Galla Placidia im norditalienischen Ravenna), in der die antike römische Architektur weiterlebte.
Diese Anregungen griffen die im Zuge der Völkerwanderung in Italien ansässig gewordenen Langobarden auf. Bogenfriese sind eines der stilprägenden Merkmale des lombardischen Baustils, was die spanischen, französischen oder englischen Bezeichnungen (banda lombarda, bande lombarde oder lombard band) bis heute verdeutlichen.
Von Norditalien aus hat sich die Verwendung der Bogenfriese nach West- und Mitteleuropa ausgebreitet, besonders in der romanischen und gotischen Architektur – angeregt möglicherweise durch Pilger, die auf ihren Fahrten nach Rom diese Architekturform in Norditalien schätzen gelernt hatten. Eine ganz wesentliche Rolle spielen Bogenfriese in der romanischen Architektur Kataloniens, wo sie nach einer Italienreise des Abtes Oliba im Jahre 1011 erstmals Verbreitung fanden.
In der gotischen Architektur sind sie eher selten; später verschwinden sie gänzlich um in der neoromanischen und neogotischen Architektur des Historismus im 19. Jahrhundert zu einer erneuten Blüte zu gelangen.

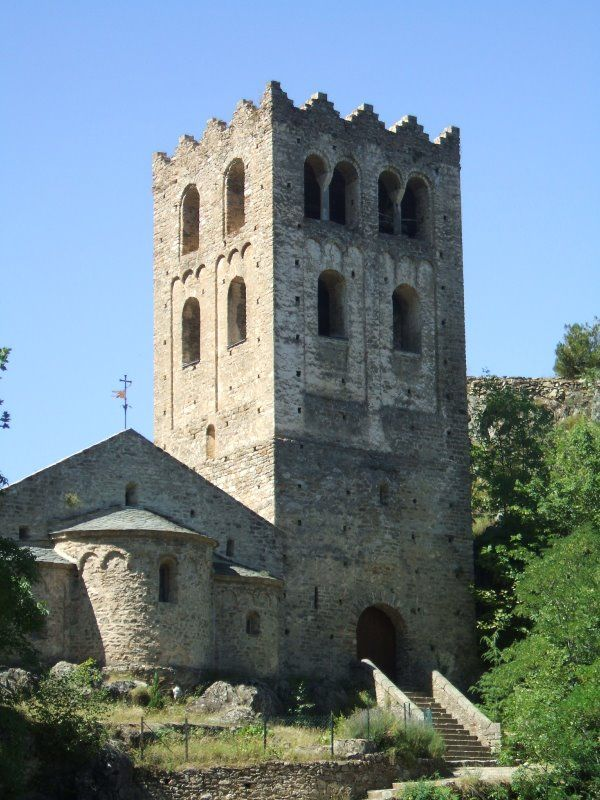
Turm und Apsis von Saint-Martin-du-Canigou, Roussillon (um 1010)
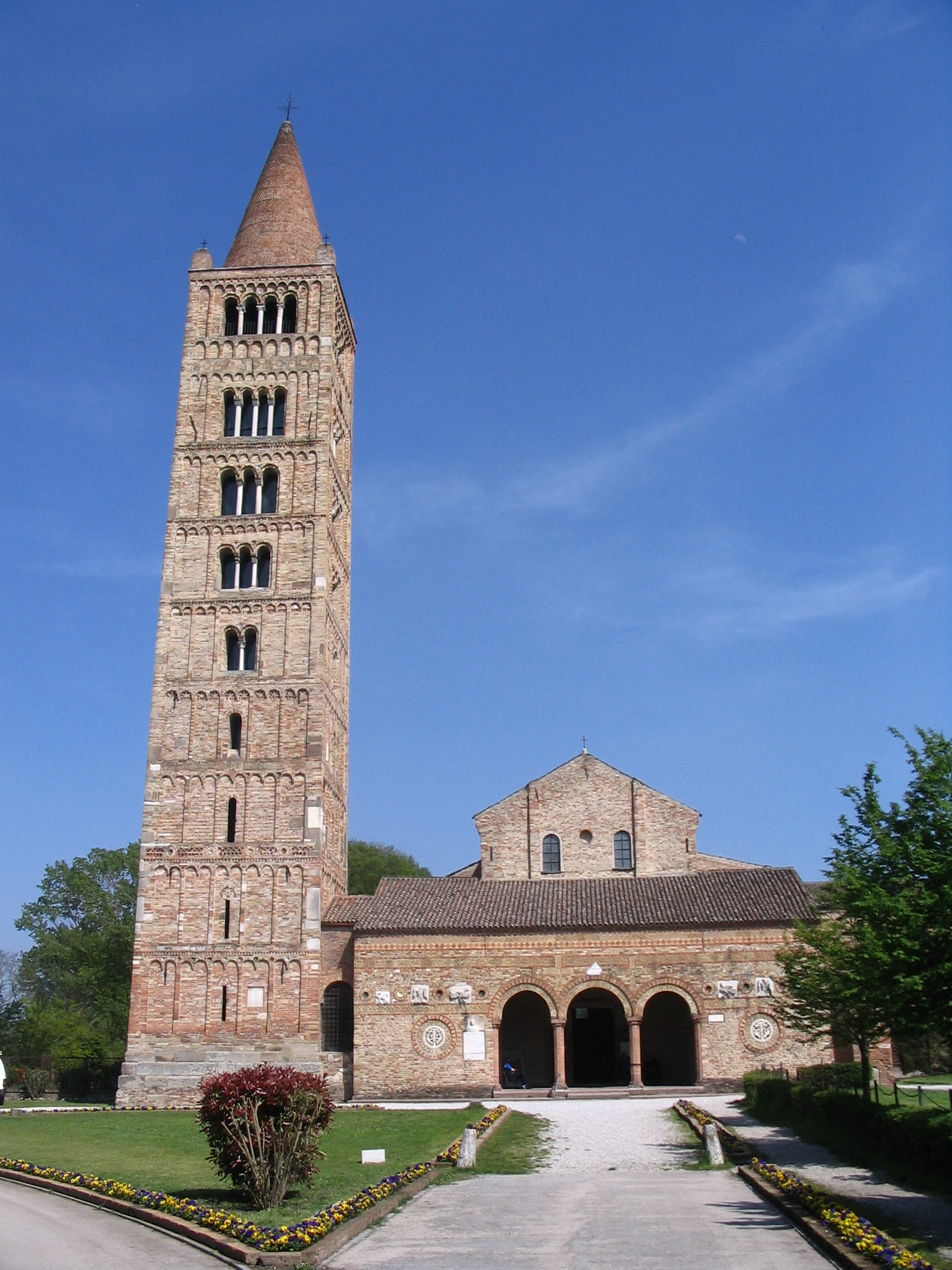
Turm der Abteikirche von Pomposa, Oberitalien (um 1060)
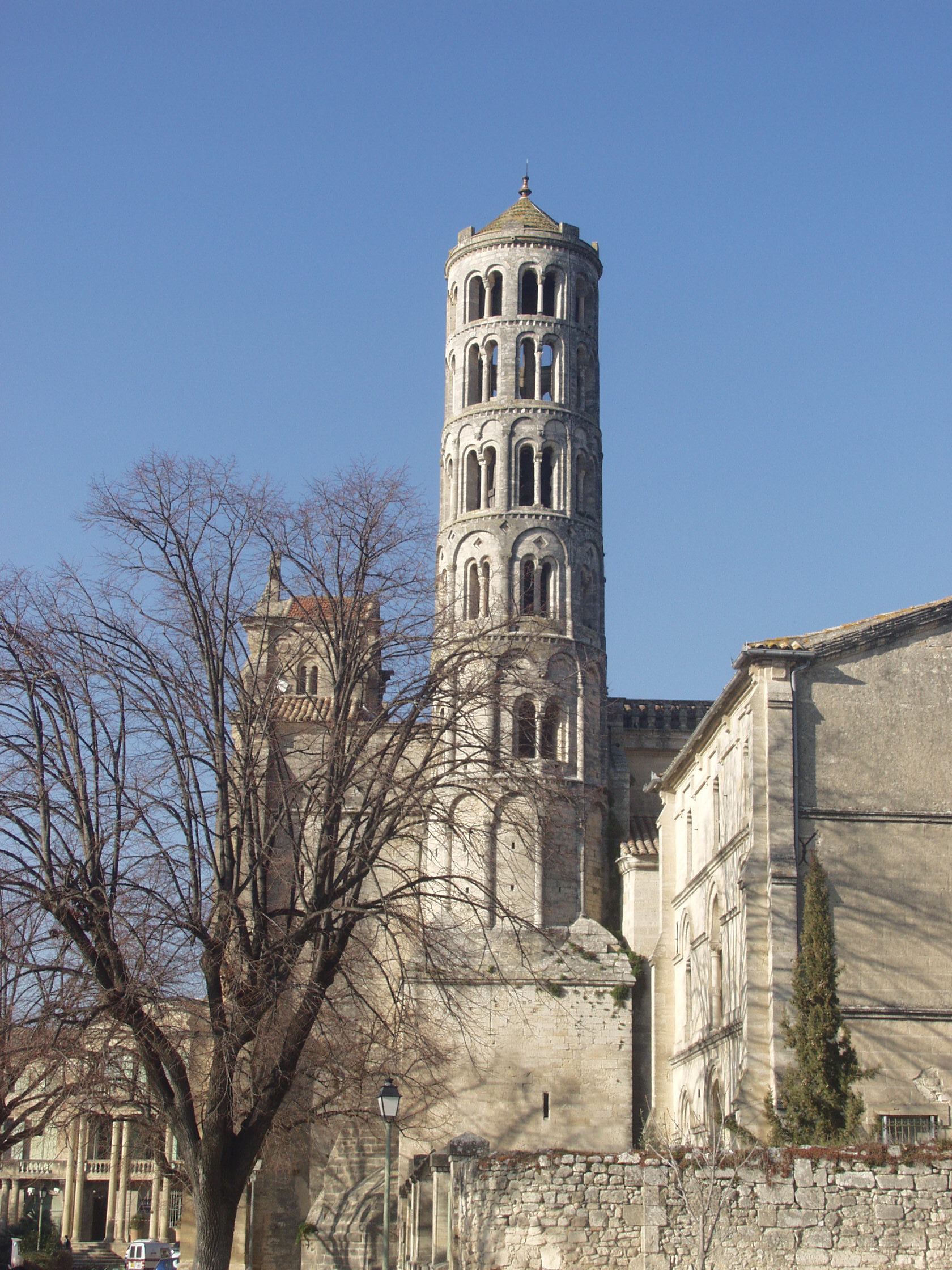
Turm der Kathedrale von Uzès, Provence (um 1100)
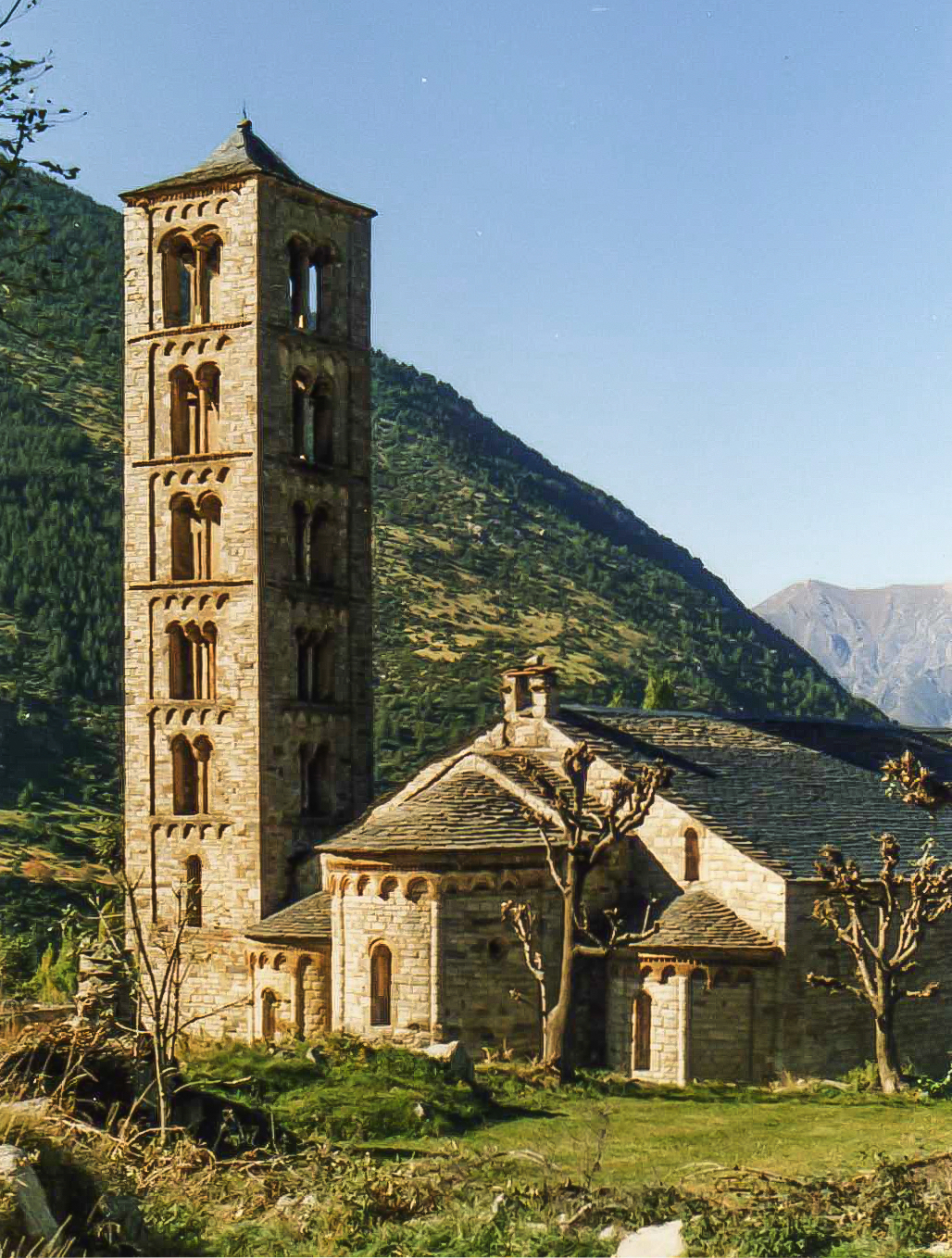
Turm und Apsis von Sant Climent de Taüll, Katalonien (um 1120)